# Megalagrion koelense
Megalagrion koelense är en trollsländeart som först beskrevs av Blackburn 1884.  Megalagrion koelense ingår i släktet Megalagrion och familjen dammflicksländor. IUCN kategoriserar arten globalt som livskraftig. Inga underarter finns listade i Catalogue of Life.